# Medicina basada en l'evidència
Medicina basada en l'evidència (en anglès evidence-based medicine). Com en anglès evidence significa dades, proves o indicis a favor d'alguna cosa (en català "evidència" significa el que no cal demostrar), evidence-based medicine significa la medicina en la qual les decisions corresponen a un ús racional, explícit, assenyat i actualitzat de les millors dades aplicades al tractament de cada pacient.

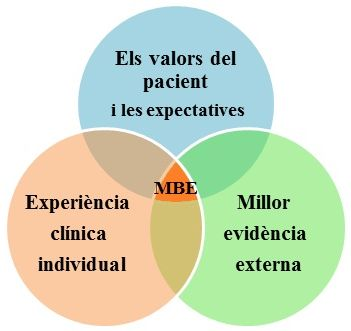
Esquema de la MBE

La MBE té com a objectiu aplicar les millors dades disponibles extretes del mètode científic de decisió clínica. Cerca avaluar la precisió de l'evidència dels riscs i beneficis dels tractaments (incloent la falta d'aquest). La qualitat de les dades es pot avaluar depenent del tipus de font (des de les metanàlisis, les revisions sistemàtiques de doble cec, assaigs clínics controlats per placebo i fins i tot la saviesa convencional), així com altres factors que inclouen validesa estadística, rellevància clínica, acceptació i revisió per part de professionals en la matèria.
S'ha criticat a la MBE per una suposada tendència a reduir la llibertat clínica i per un suposat biaix utilitarista per abaratir els costos.

## Origen
MBE és una de les expressions d'un antic moviment de millora de la qualitat clínica. Aquest moviment es va veure potenciat per la demostració de la manca de fonament de moltes decisions clíniques, de l'enorme variabilitat de la pràctica mèdica i per la crítica a la medicina. El seu desenvolupament es va iniciar als anys seixanta del segle xx, quan es va començar a aplicar el disseny dels assajos clínics al camp mèdic. Sobre la manca de fonament de les decisions clíniques els treballs pioners són de Cochrane el 1972 i els treballs sobre la variabilitat de la pràctica clínica són de John Wennberg el 1973. Iván Illich i Thomàs McKeown, el 1976, van fer importants treballs sobre la crítica a la medicina. El concepte de «basat en proves» ho va expressar per primera vegada David Eddy el 1982. Després va començar l'important desenvolupament de la medicina basada en proves, primer en un cercle restringit (el 1991) i després a tot el món (des de 1992) per influència del grup canadenc Evidence-Based Medicine Working Group.
El novembre de 1992 el "Evidence-Based Medicine Working Group" (EBMWG), Grup de Treball en Medicina Basada en l'Evidència de la Universitat McMaster en Ontario (Canadà), publicava a la revista JAMA, l'article titulat: Evidence-based medicine. A new approach to teaching the practice of medicine. L'article va iniciar la difusió d'un nou enfocament per a la pràctica de la medicina. Aquest treball proposava un canvi en el model o paradigma de l'aprenentatge i l'exercici de la medicina, i formulava l'ideari del moviment. La MBE ha canviat la formació mèdica en moltes escoles de medicina i de disciplines afins en el camp de la salut.
Les metodologies emprades per determinar la millor evidència van ser establertes per l'equip de McMaster conduït pels metges David Sackett i Gordon Guyatt.

## Classificació
Es diferencia entre dues pràctiques de MBE.

### Pautes basades en evidència
Pautes basades en evidència (PBE) és la pràctica de la MBE a un nivell organitzatiu o institucional. Això inclou la producció de directrius, polítiques i regulacions. Aquest mètode també ha estat anomenat assistència sanitària basada en l'evidència.

### Presa de decisions individuals basades en l'evidència
La presa de decisions individuals basades en l'evidència (DIBE) és la MBE com la practicada pel proveïdor d'assistència sanitària individual. Hi ha preocupació que l'actual medicina basada en l'evidència se centri massa en la DIBE. L'Acadèmia Americana de Metges de Família (AAMF) diu que DynaMed pot ser d'ajuda per metges de família a l'hora de respondre preguntes clíniques amb evidència de gran qualitat.

## Procés i progrés

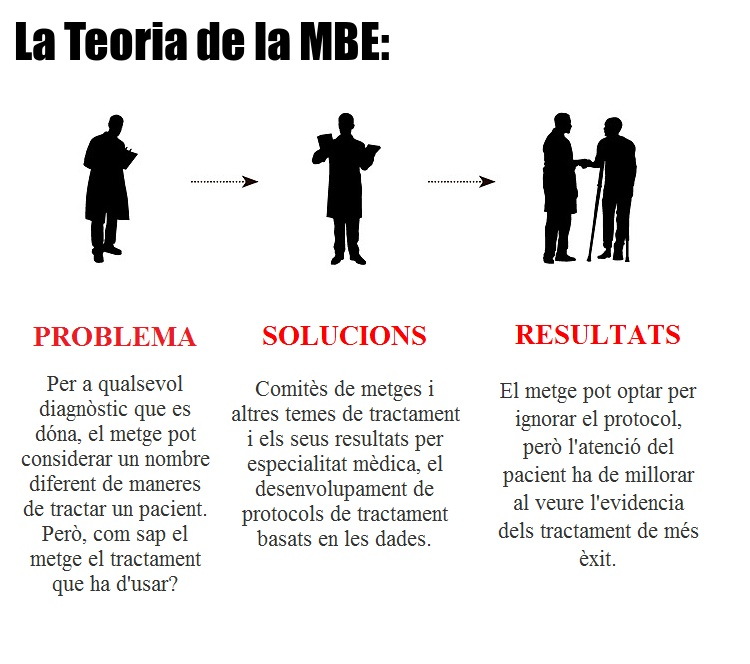
Procés de la MBE

Utilitzant tècniques de ciència, enginyeria i estadística (com la revisió sistemàtica de la literatura mèdica, metanàlisis, anàlisis de risc-benefici i proves controlades a l'atzar) la MBE cerca l'ideal que els professionals de l'assistència mèdica facin “un ús aplicat, explícit, i jurídic de l'actual millor evidència” en la seva pràctica diària. Afirmacions Ex cathedra fetes per "l'expert mèdic" són considerades la forma menys vàlida d'evidència. Ara s'espera de tots els “experts” que facin referència als estudis científics en les seves afirmacions.
El repàs sistemàtic d'estudis públics de recerca és un gran mètode utilitzat per avaluar tractaments particulars. La Cochrane Collaboration és un dels més coneguts i respectats exemples de revisió sistemàtica. Tal com altres col·leccions de revisions sistemàtiques, requereix autors que proporcionin un pla detallat i repetible de la seva recerca literària i avaluacions de l'evidència. Una vegada avaluada tota la millor evidència, el tractament es categoritza com a "probablement beneficiós", "probablement perjudicial" o "l'evidència no va recolzar ni el benefici ni el perjudici".
Una anàlisi de l'any 2007 de 1016 repassos sistemàtics dels 50 Grups de repàs de la Cochrane Collaboration va trobar que el 44% dels estudis arribaven a la conclusió que la intervenció era "probablement beneficiosa", un 7% va concloure que la intervenció era "probablement perjudicial", i un 49% conclogué que l'evidència "no recolzava ni el benefici ni el perjudici". Un 96% recomanava més recerca. Un repàs del 2001 de 160 repassos sistemàtics Cochrane (excloent tractaments complementaris) a la base de dades del 1998 va revelar que, segons dos lectors, un 41,3% concloïen efecte positiu o possiblement positiu, un 20% concloïa evidència sense cap efecte, un 8,1% resultava en clars efectes nocius, i un 21,3% dels repassos concloïen evidència insuficient. Un estudi de 145 estudis Cochrane de medicina alternativa utilitzant la base de dades del 2004, va revelar que el 38,4% concloïen un efecte positiu o possiblement positiu (12,4%), un 4,8% concloïen que no hi havia efecte, un 0,69% resultaven en efecte negatiu, i un 56% trobaven l'evidència insuficient.:135-136
Generalment, hi ha tres àrees de MBE diferents, però interdependents. La primera és tractar pacients individuals amb patologies agudes o cròniques amb tractaments recolzats en la literatura mèdica més vàlida científicament. Així, els metges de capçalera seleccionarien opcions de tractament per casos específics basats en la millor recerca per cada pacient que tracten. La segona àrea és l'estudi sistemàtic de literatura mèdica per avaluar els millors estudis en temes específics. Aquest procés pot estar molt centrat en les persones, com en un club de revista, o altament tècnic, utilitzant programes informàtics i tècniques d'informació tals com l'extracció de dades. L'ús incrementat d'informàtica transforma grans volums d'informació en guies pràctiques. Finalment, la medicina basada en l'evidència, pot ésser entesa com un "moviment" mèdic en el qual els seus defensors treballen per popularitzar el mètode i la utilitat de la seva pràctica en el públic, comunitats de pacients, institucions educatives i formació continuada de professionals en actiu.

## Mesures estadístiques
La medicina basada en l'evidència intenta expressar els beneficis clínics de proves i tractaments utilitzant mètodes matemàtics. Les eines utilitzades per metges de medicina basada en l'evidència inclouen:

### Ràtio de probabilitat
Els pronòstics previs a les proves d'un diagnòstic particular, multiplicats per la ràtio de probabilitat, determina els pronòstics posteriors a les proves (els pronòstics poden ser calculats des de, i després convertits en, la probabilitat més familiar). Això reflecteix el Teorema de Bayes. Les diferències en ràtio de probabilitat entre proves clíniques pot ser utilitzada per prioritzar proves segons la seva utilitat en una situació clínica concreta.
 

### AUC-ROC
L'àrea sota la "corba de rendiment diagnòstic” (AUC-ROC) reflecteix la relació entre sensibilitat i especificació per una determinada prova. Proves d'alta qualitat tendran una AUC-ROC apropant-se a l'1, i publicacions d'alta qualitat sobre proves clíniques proveiran informació sobre l'AUC-ROC. El valor del punt límit entre tests positius i negatius pot influenciar l'especificació i la sensibilitat, però no afecten l'AUC-ROC.

### Nombre necessari per tractar/perjudicar
El nombre necessari per tractar o el nombre necessari per perjudicar són formes d'expressar l'efectivitat i seguretat d'una intervenció de tal forma que sigui clínicament significativa. En general, el NNT és sempre computat pel que fa a dos tractaments A i B, amb A típicament un fàrmac i B un placebo (en el nostre exemple de dalt, A és un tractament de 5 anys amb el fàrmac hipotètic, i B no és tractament). Un extrem definit ha de ser especificat (en el nostre exemple: l'aparició d'un càncer de còlon en el període de 5 anys). Si les probabilitats pA i pB en aquest extrem sota tractaments A i B, respectivament, són conegudes, llavors el NNT és computat com 1/(pB-pA). El NNT per mamografia de pit és 285; això és, 285 mamografies s'han d'haver fet per diagnosticar un càncer de pit. Com un altre exemple, un NNT de 4 significa que si 4 pacients fossin tractats, només un respondria.
Un NNT d'1 és el més efectiu i significa que cada pacient tractat respon, per exemple, comparant antibiòtics amb placebo, en el tractament de la infecció per Helicobacter pylori. Un NNT de 2 o 3 indica que un tractament és bastant efectiu (amb un pacient d'entre 2 o 3 responent al tractament). Un NNT de 20 a 40 pot encara ser considerat clínicament efectiu.
 

## Ensenyament
Moltes associacions professionals tenen com a objectiu la promoció i difusió de la teoria i la pràctica de la medicina basada en l'evidència. La MBE s'ensenya a moltes universitats.
La posada en pràctica d'aquest ensenyament de la teoria a la pràctica segueix sent controvertida. Ara se sap que els cursos de pràctica (demostracions de la recerca MBE i l'aplicació pràctica de la MBE per als pacients individuals) donaria lloc a millors resultats educatius.
A més dels llibres de text, hi ha un accés obert a una sèrie d'articles en llengua anglesa de l'Associació Mèdica Canadenca.

## Crítiques
La medicina basada en proves ha augmentat el component biològic de l'activitat mèdica. Un èmfasi dogmàtic en les proves, en els resultats dels assajos clínics, passaria per alt els aspectes emocionals, psicològics i socials del patiment en qüestió. L'abandonament es refereix a les preferències dels pacients, a l'impacte del nivell educatiu i l'efecte de la classe social, entre d'altres moltes qüestions importants per al pacient i per als metges generals. Una activitat mèdica científica centrada en el pacient, que resolgui problemes sense crear-ne d'altres, capaç de valorar en la seva justa importància els factors de risc (fins i tot els genètics) i evitar així la medicalització de la vida diària.

### La crítica política
Hi ha una bona quantitat de crítiques a la medicina basada en l'evidència. Aquesta és sospitosa de ser una eina, no per a la ciència mèdica sinó per als gerents de la salut, que volen introduir tècniques de gestió empresarial en l'administració mèdica. Així, el doctor Michael Fitzpatrick, escriu: "Per a alguns dels seus crítics, en el seu menyspreu de la teoria i la seva cruesa del processament de dades numèriques, la MBE marca un retorn al 'xarlatanisme empirista' en la pràctica mèdica. El seu principal atractiu, com Singh i Ernst suggereixen, és per als economistes de la salut, els polítics i administradors, els quals la consideren útil per mesurar l'acompliment i el racionament dels recursos".

## Qualitat dels assaigs clínics
La MBE intenta avaluar objectivament la qualitat de la recerca clínica amb tècniques d'avaluació crítica anunciades per investigadors en les seves publicacions.
- Consideracions del disseny dels assaigs. Estudis d'alta qualitat han definit clarament els criteris d'elegibilitat, i tenen molt poca falta de dades.

- Consideracions de generalització. Els estudis pot ser que siguin només aplicables a poblacions de pacients estretament definides i poden no ser generalitzables a altres contexts clínics.

- Revisió. Temps suficient per produir-se resultats definits pot influenciar els resultats d'estudi i el poder estadístic d'un estudi per detectar diferències entre un grup de tractament i de control.

- Poder. Un càlcul matemàtic pot determinar si el nombre de pacients és suficient per detectar una diferència entre grups de tractament diferents. Un estudi negatiu pot reflectir una manca de benefici, o simplement una manca de quantitat suficient de pacients per detectar una diferència.

## Limitacions
Encara que la medicina basada en l'evidència és cada cop més considerada com el "gold standard" per a la pràctica clínica, hi ha una sèrie de limitacions i crítiques al seu ús:

### Ètica
En alguns casos, com en la cirurgia a cor obert, controlats amb placebo, comunament es considera poc ètic, encara que, alguns estudis observacionals poden abordar aquests problemes en algun grau.

### Cost
Els tipus d'assaigs considerats "gold standard" (és a dir, grans assaigs aleatoris controlats amb placebo) són cars, de manera que les fonts de finançament tenen un paper important en el que es va a investigar. Per exemple, els poders públics tendeixen a finançar estudis de medicina preventiva per a millorar la salut pública, mentre que els estudis de companyies farmacèutiques van destinats a demostrar l'eficàcia i seguretat dels medicaments.

### Temps
La realització d'un assaig controlat aleatori tarda uns quants anys fins a ser publicat, per tant, les dades estan restringides a la comunitat mèdica durant molts d'anys i poden ser de menor rellevància en el moment de la publicació.

### Generalització
D'altra banda, les pautes basades en l'evidència no eliminen el problema de l'extrapolació a les diferents poblacions a terminis més llargs. Tot i que diversos estudis d'alta qualitat estan disponibles, sempre queden preguntes sobre en quina mesura els seus resultats són "generalitzables". D'altra banda, l'escepticisme sobre els resultats sempre es pot estendre a àrees no cobertes explícitament: per exemple, un medicament pot influir en un "objectiu secundari", com a resultat de la prova (pressió arterial, la glucosa, o els nivells de colesterol) sense tenir el poder per demostrar que disminueix la mortalitat global o la morbiditat en la població.
La qualitat dels estudis duts a terme varia, el que fa difícil comparar i generalitzar els resultats.
Certs grups han estat històricament poc investigats (les minories racials i persones amb moltes malalties comòrbides) i, per tant, la informació és escassa en les zones que no permeten generalitzar.

### Les poblacions, l'experiència clínica i el diagnòstic dubtós
La MBE s'aplica a grups de persones, però això no impedeix que els metges utilitzin la seva experiència personal en la decisió de com tractar a una persona personalment. En Els límits de la medicina basada en l'evidència, Tonelli, informa que, "el coneixement adquirit en la investigació clínica no respon directament a la pregunta clínica primària del que és millor per al pacient en qüestió" i suggereix que la medicina basada en l'evidència no ha de menysprear el valor de l'experiència clínica.
David Sackett, va escriure: "la pràctica de la medicina basada en l'evidència significa integrar l'experiència clínica individual amb la millor evidència clínica externa disponible a partir de la investigació sistemàtica".

### La il·legitimitat d'altres tipus d'informes mèdics
Encara que la MBE és útil en la pràctica clínica, l'informe del cas està basat, en la major part, per la literatura mèdica d'alta classificació. Així, les dades dels rars casos mèdics, en els quals els grans assaigs aleatoris controlats amb placebo no es poden dur a terme, poden ser rebutjades des de la seva publicació i es limitaran a la comunitat mèdica.

## En la psiquiatria
Algunes obres sobre les malalties mentals, com ara el Diagnostic and Statistical Manual of Mental Disorders, han estat criticades per no justificar completament l'evidència. En moltes obres, no se sap si una "malaltia" en particular té una, diverses o cap causa biològica subjacent (controvèrsia que sorgeix pel que fa a si algunes malalties són més un artefacte de la temptativa de construir un sistema de classificació unificat, en lloc, d'una "veritable" malaltia).

## L'ètica dels tractaments experimentals o de risc
Les companyies asseguradores dels Estats Units, i els asseguradors públics a altres països, normalment esperen a l'aprovació de l'ús de fàrmacs basats en directrius centrades en l'evidència abans de finançar un tractament. Allà on s'ha donat aprovació per a un fàrmac, i la subseqüent evidència ha basat descobriments que indiquen que un fàrmac pot ser menys segur que com s'havia anticipat originalment, alguns asseguradors dels EUA han reaccionat amb molta cautela i han retirat el finançament. Per exemple, un antic fàrmac d'estatina genèric havia mostrat que reduïa la mortalitat, però un fàrmac d'estatina més nou i molt més car va ser descobert per baixar el colesterol més eficaçment. De tota manera, l'evidència sobre inquietuds de seguretat va sortir a la llum amb el nou fàrmac, la qual cosa va fer que moltes asseguradores deixessin de finançar-lo tot i que l'aprovació de màrqueting no va ser retirada.
Algunes persones estan desitjant agafar les seves oportunitats de jugar amb la seva salut arriscant-se a nous o vells fàrmacs en noves situacions que poden encara no haver estat provades totalment en assaigs clínics. De tota manera, les companyies asseguradores són poc inclinades a finançar tals tractaments, i en comptes d'això prefereixen agafar el camí segur d'esperar els resultats de proves clíniques i deixar el finançament de tals assaigs al fabricants que cerquen la llicència.
A vegades la prudència erra en l'altra direcció. Kaiser Permanente no va canviar els seus mètodes d'avaluar si noves teràpies eren massa "experimentals" per ser cobertes, fins que tot estava demandat satisfactòriament dues vegades: una per retardar tractaments de fertilització in-vitro durant dos anys després que els tribunals determinessin que l'evidència científica de l'eficàcia i la seguretat havia arribat a una fase "raonable"; i en un altre cas en què Kaiser es va negar a pagar per trasplantaments de fetge en infants quan ja s'havia demostrat que era efectiu en adults, en la base que el seu ús en infants era encara "experimental". Aquí de nou el problema d'inducció té un paper clau en la polèmica.

## L'aplicació del model basat en l'evidència en altres assumptes de política oficial
Hi ha hagut debat sobre aplicar el que ha estat après com a MBE a la política oficial. En el seu discurs inaugural de 1996 com a President de la Real Societat d'Estadística, Adrian Smith va exposar la medicina basada en l'evidència com exemplar per tota la política oficial. Va proposar que la "política basada en l'evidència" fos establerta per política d'educació, presons i control de l'ordre en totes les àrees de govern.